# Louco por Elas
Louco por Elas foi uma série de televisão brasileira produzida pela TV Globo e exibida de 13 de março de 2012 até 18 de junho de 2013.
Criada por João Falcão, foi escrita por Adriana Falcão, Clarice Falcão, Gregório Duvivier, Jô Abdu, Célio Porto, Elisa Palatnik e Rafael Gomes; com redação final e direção geral de João Falcão. Contou com direção de Flávia Lacerda e Allan Fiterman e direção de núcleo de Guel Arraes.
Protagonizada por Eduardo Moscovis, Deborah Secco, Luisa Arraes, Laura Barreto e Glória Menezes.

## Sinopse
A convivência entre homens e mulheres é mesmo uma relação complexa. Leonardo Henrique (Eduardo Moscovis) que o diga. O técnico de futebol passa seus dias cercado por quatro mulheres – e tantas outras – e vive tentando conhecê-las e compreendê-las. Na verdade, ele representa a figura masculina em busca de seu lugar, tendo de enfrentar um duelo permanente entre o fascínio e a loucura nesse convívio com as mulheres.
Léo é técnico de futebol de praia e treina um time feminino adolescente, o Garotas do Leme. Ele mora com sua avó Violeta (Glória Menezes) no bairro de Santa Teresa, no Rio de Janeiro, e mantém uma relação saudável com sua ex-mulher, Giovanna (Deborah Secco). A separação aconteceu porque Giovanna se cansou da falta de ambição do então marido e decidiu investir em sua carreira de escritora. Os dois reconhecem as diferenças e divergências radicais entre eles, mas ainda morrem de amores um pelo outro e, às vezes, têm recaídas.
Léo convive também com Bárbara (Luisa Arraes), sua ex-enteada, e com Theodora (Laura Barreto), sua filha com Giovanna. Bárbara vive provocando seu padrasto; Theodora, a intelectual da família, não mede suas palavras, nem seus comentários. A menina tem muita afinidade com a bisavó e embarca no mundo fantasioso criado por ela. Violeta usa dessa “loucura não diagnosticada” para conseguir o que deseja, e, muitas vezes, aproximar as pessoas que ama.

## Elenco
| Intérprete       | Personagem                                    |
| ---------------- | --------------------------------------------- |
| Eduardo Moscovis | Leonardo "Léo" Henrique Corrêa Santiago       |
| Deborah Secco    | Giovanna Bianchi Bracho                       |
| Glória Menezes   | Violeta Corrêa Santiago / Dolores / Gertrudes |
| Luisa Arraes     | Bárbara Bianchi Soyetenna                     |
| Laura Barreto    | Theodora Bianchi Santiago                     |

## Episódios
| Temporada | Episódios | Estreia da temporada  | Final da temporada     | Audiência/Media geral |
| --------- | --------- | --------------------- | ---------------------- | --------------------- |
| 1         | 14        | 13 de março de 2012   | 12 de junho de 2012    | 16                    |
| 2         | 8         | 30 de outubro de 2012 | 18 de dezembro de 2012 | 15,5                  |
| 3         | 22        | 22 de janeiro de 2013 | 18 de junho de 2013    | 15                    |

## Exibição
A segunda temporada foi exibida entre 30 de outubro de 2012 a 18 de Dezembro de 2012 em 8 episódios. A terceira e última temporada foi exibida entre 22 de janeiro a 18 de junho de 2013, contendo 22 episódios.
Foi exibido no Viva em diversos horários entre 26 de março de 2020 a 26 de fevereiro de 2021.

## Prêmios e indicações
| Ano  | Prêmio                | Categoria                 | Indicação         | Resultado |
| ---- | --------------------- | ------------------------- | ----------------- | --------- |
| 2012 | Prêmio Extra          | Melhor Estreia            | Louco Por Elas    | Indicado  |
| 2013 | Prêmio Contigo! de TV | Melhor Série              | Louco Por Elas    | Indicado  |
| 2013 | Prêmio Contigo! de TV | Ator de Série/Minissérie  | Eduardo Moscovis  | Indicado  |
| 2013 | Prêmio Contigo! de TV | Atriz de Série/Minissérie | Deborah Secco     | Indicado  |
| 2013 | Prêmio Contigo! de TV | Atriz de Série/Minissérie | Glória Menezes    | Indicado  |
| 2013 | Prêmio Contigo! de TV | Revelação                 | Luisa Arraes      | Indicado  |
| 2013 | Prêmio Contigo! de TV | Atriz Mirim               | Laura Barreto     | Indicado  |
| 2013 | Prêmio Extra          | Atriz Mirim               | Laura Barreto     | Indicado  |
| 2013 | Prêmio Extra          | Ator revelação            | Gregório Duvivier | Indicado  |